# AMC電視網
AMC電視網股份公司（英語：AMC Networks Inc.），是美國的一家娛樂企業，總部位於美國紐約市賓州廣場11號。該公司擁有AMC、BBC美國（和BBC工作室共同運營）等電視頻道。該公司成立於1980年，舊名彩虹媒體控股（Rainbow Media Holdings, LLC）。

## 外部連結
- 官方网站